# TerrSet
TerrSet (ursprünglich IDRISI) ist ein Programmpaket für Geoinformationen, Raumanalyse und -modellierung, das an der Clark University in Worcester (Massachusetts) entwickelt wurde. Namensgeber war der arabische Geograph Muhammad al-Idrisi (ca. 1100–1166).

## Entwicklung und Vermarktung
Die erste Version wurde 1987 unter dem Namen IDRISI von einem Team um den Geographen J. Ronald Eastman für MS-DOS entwickelt. Eastman studierte Psychologie an der Bishop’s University und Geographie an der Queen’s University sowie an der Boston University und ist inzwischen emeritiert.
IDRISI wird heute unter dem Namen TerrSet von ClarkLabs, einer Forschungseinrichtung der Universität, vermarktet. 2020 erschien Version 19.

## Funktionen
TerrSet besteht aus mehreren Modulen
- IDRISI GIS Analysis stellt die Funktionen eines Geoinformationssystems zur Verfügung
- IDRISI Image Processing zur KI-gestützten Klassifizierung von Bildern
- Land Change Modeler zur Modellierung der Veränderungen auf der Erdoberfläche (Bodenbedeckung, Landnutzung)
- Habitat and Biodiversity Modeler zur Modellierung von Prozessen der Veränderung von Biodiversität
- GeOSIRIS zur Modellierung von Klimawirkungen durch Entwaldung (REDD, „reducing emissions from deforestation in developing countries“)
- Ecosystem Services Modeler zur Modellierung und Ermittlung von Ökosystemdienstleistungen
- Earth Trends Modeler zur Analyse von (bildgestützten) Zeitreihen
- Climate Change Adaptation Modeler zur Modellierung von Prozessen zu Klimaanpassung

Damit geht der Funktionsumfang über den eines klassischen Geoinformationssystems weit hinaus.